# Wahl zur Stadtverordnetenversammlung von Berlin 1919
- USPD: 47
- SPD: 46
- DDP: 21
- Z: 8
- DVP: 6
- DNVP: 16

Die Wahl zur Stadtverordnetenversammlung von Berlin 1919 fand am 23. Februar 1919 statt und war die erste Wahl zur Stadtverordnetenversammlung von Berlin nach dem Ersten Weltkrieg. Die Wahlbeteiligung lag bei 57,55 %.
Sieger der Wahl war die USPD unter Hermann Weyl mit 33 % und 47 Mandaten. Der zweite Platz ging an die SPD unter Hugo Heimann und der dritte an die DDP.
Weitere Parteien waren DNVP, Deutsche Zentrumspartei und die DVP.
Gebildet wurde eine Koalition aus USPD und SPD unter Hermann Weyl.

## Parteien
Bis zum 16. Februar 1919 konnten Wahlvorschläge mit maximal 144 Bewerbern (Anzahl der zu wählenden Stadtverordneten) eingereicht werden. Jeder Bewerber konnte nur einmal und nur auf einer Liste kandidieren. Die Wahlvorschläge mussten von mindestens 100 Wahlberechtigten unterzeichnet werden, um zur Wahl zugelassen zu werden.
Insgesamt standen sieben Parteien zur Wahl. Die SPD mit Hugo Heimann an der Spitze, hatte mit 133 Kandidaten die längste Liste eingereicht. Heimann war bereits seit 1900 Stadtverordneter in Berlin. Die USPD trat mit ihrem Spitzenkandidaten Hermann Weyl an, der der Stadtverordnetenversammlung bereits seit 1902 angehörte. Die Liste der Deutschen Demokratischen Partei wurde vom ehemaligen Reichstagsabgeordneten Friedrich Naumann angeführt, der seit dem 6. Februar 1919 auch der Weimarer Nationalversammlung angehörte. Die Deutsche Zentrumspartei trat unter dem Namen Christliche Volkspartei an. Darüber hinaus standen auch noch die Deutsche Volkspartei, die Deutschnationale Volkspartei und die Soziale Reformpartei zur Wahl.
| Partei                                              | Spitzenkandidat   | Anzahl der Kandidaten |
| --------------------------------------------------- | ----------------- | --------------------- |
| Sozialdemokratische Partei Deutschlands             | Hugo Heimann      | 133                   |
| Christliche Volkspartei                             | Maximilian Riedel | 21                    |
| Deutsche Volkspartei                                | Georg Streiter    | 40                    |
| Unabhängige Sozialdemokratische Partei Deutschlands | Hermann Weyl      | 78                    |
| Deutschnationale Volkspartei                        | Fritz Wege        | 33                    |
| Deutsche Demokratische Partei                       | Friedrich Naumann | 76                    |
| Soziale Reformpartei                                | Walther Schwahn   | 16                    |

## Ergebnis
| Partei (Kürzel)            | Partei (Kürzel)            | Ergebnis  | Ergebnis | Ergebnis | Sitze  | Sitze |
| Partei (Kürzel)            | Partei (Kürzel)            | Stimmen   | %        | +/−      | Anzahl | +/−   |
| -------------------------- | -------------------------- | --------- | -------- | -------- | ------ | ----- |
|                            | USPD                       | 263.440   | 33,0     | –        | 47     | –     |
|                            | SPD                        | 253.420   | 31,7     | –        | 46     | –     |
|                            | DDP                        | 115.681   | 14,5     | –        | 21     | –     |
|                            | DNVP                       | 84.089    | 10,5     | –        | 16     | –     |
|                            | Z                          | 45.101    | 5,7      | –        | 8      | –     |
|                            | DVP                        | 36.423    | 4,6      | –        | 6      | –     |
|                            | Soziale Reformpartei       | 100       | 0,0      | –        | –      | –     |
| Gültige Stimmen            | Gültige Stimmen            | 798.254   | 100,0    |          | 144    | –     |
| Ungültige Stimmen          | Ungültige Stimmen          | 1.268     | 0,2      | –        |        |       |
| Wähler und Wahlbeteiligung | Wähler und Wahlbeteiligung | 799.522   | 57,6     | –        |        |       |
| Wahlberechtigte            | Wahlberechtigte            | 1.389.246 | 100,0    |          |        |       |

## Amtliche Quellen
- Bekanntmachung, betreffend die zugelassenen Wahlvorschläge für die am 23. Februar 1919 stattfindenden Neuwahlen zur Stadtverordnetenversammlung in Berlin. In: Gemeinde-Blatt der Stadt Berlin. Sechzigster Jahrgang. Nr. 8. Berlin 23. Februar 1919, S. 72–73
- Bekanntmachung, betreffend das festgestellte Ergebnis der Neuwahlen für die Stadtverordnetenversammlung in Berlin. In: Gemeinde-Blatt der Stadt Berlin. Sechzigster Jahrgang. Nr. 9. Berlin 2. März 1919, S. 91–92
- Wahl zur Stadtverordnetenversammlung am 23. Februar 1919. In: Statistisches Jahrbuch der Stadt Berlin. 34. Jahrgang, enthaltend die Statistik der Jahre 1915 bis 1919 sowie Teile von 1920. Berlin 1920. S. 885